# Cité de Londres (Paris)
La cité de Londres est une voie du 9e arrondissement de Paris, en France.

## Origine du nom
Elle doit son nom au voisinage de la rue de Londres.

## Situation

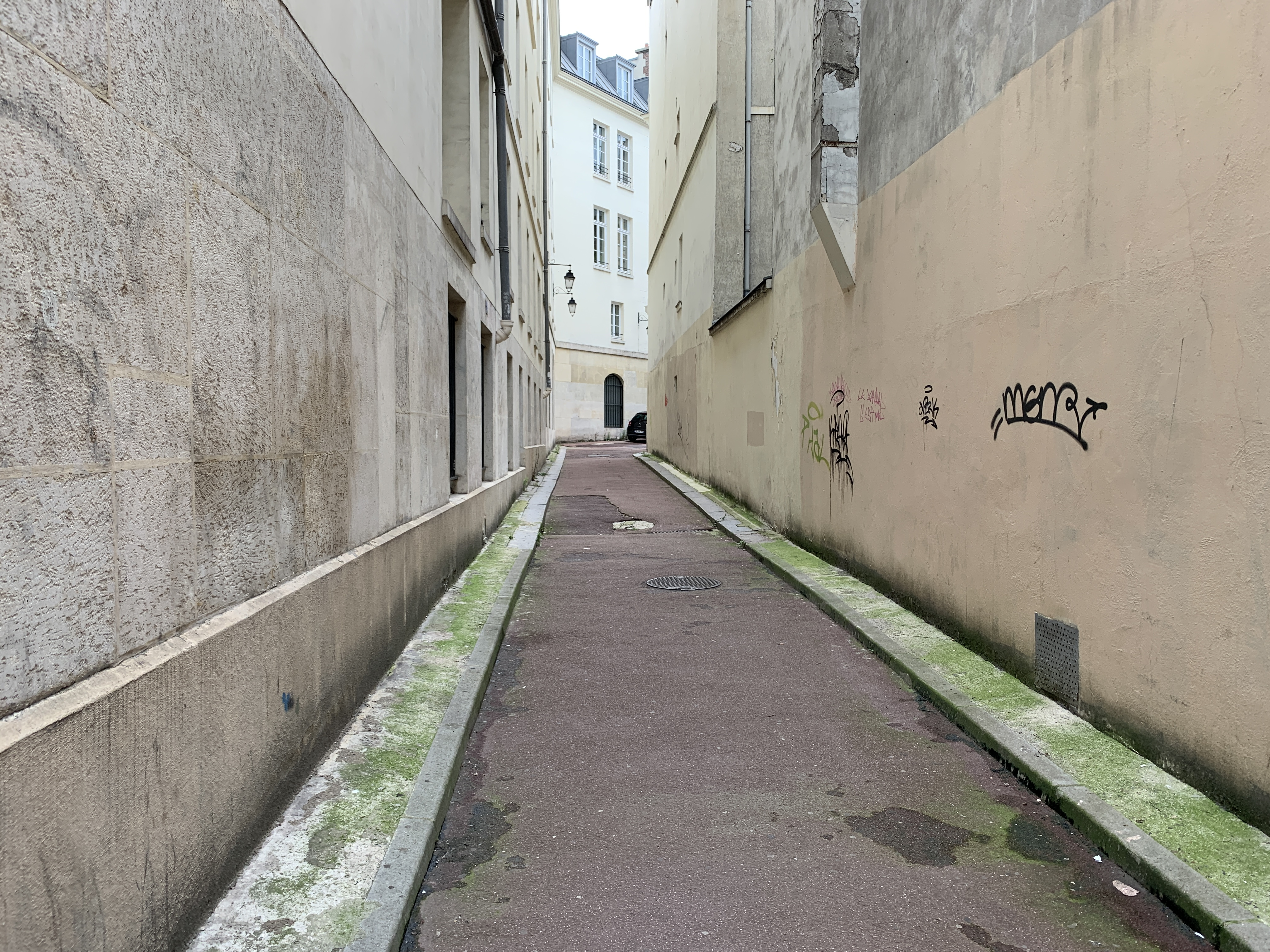
La voie en juin 2021.

La cité de Londres est une voie privée située dans le 9e arrondissement de Paris. Elle débute au 84, rue Saint-Lazare et se termine au 13, rue de Londres.
Au XIXe siècle, le passage de Londres qui était situé dans l'ancien 1er arrondissement, quartier du Roule, commençait entre les 96-98, rue Saint-Lazare  et  finissait au 13, rue de Londres.

## Historique
Cette voie a été formée en 1840 par M. Tessier, propriétaire du terrain sous le nom de « passage de Londres ».
Au no 4 se trouve l'Institut supérieur de communication et de publicité (ISCOM).